# Odochilus jani
Odochilus jani är en skalbaggsart som beskrevs av Bezdek och Krivan 2001. Odochilus jani ingår i släktet Odochilus och familjen Aphodiidae. Inga underarter finns listade i Catalogue of Life.